# Episodi di Joséphine, ange gardien (dodicesima stagione)
Joséphine, ange gardien è una serie televisiva francese, andata in onda sinora per 20 stagioni. Qui sotto sono riportate le trame degli episodi della dodicesima stagione della trasmissione, uscita in Francia tra il 2008 e il 2011 e in Italia nel 2012.

## Episodio 44: Il tocco di Rougier
- Titolo originale: '
- Diretto da:
- Scritto da:

### Trama
Joséphine aiuta un importante chef francese a ritrovare l'amore per la cucina, perduto a causa dei troppi impegni presi con la giovane ed ambiziosa moglie, grazie anche al prezioso aiuto della sorella con la quale si riappacifica.

## Episodio 45: Una rivelazione scottante
- Titolo originale: '
- Diretto da:
- Scritto da:

### Trama
Joséphine lavora nell'infermeria di una caserma dei pompieri. Qui aiuterà Michel a fare chiarezza sulla sua paternità e su chi sono i suoi veri amici. 

## Episodio 46: Padre o poliziotto?
- Titolo originale: '
- Diretto da:
- Scritto da:

### Trama
Joséphine interpreta la psicologa in un commissariato di polizia, chiamata a sostenere i colleghi di un poliziotto brutalmente aggredito durante una rissa davanti ad una discoteca. Il sospettato è il figlio del commissario, un diciassettenne in rotta con il padre assente. Grazie all'aiuto e all'intuito di Joséphine si scoprirà la verità.

## Episodio 47: Il riscatto di Michael
- Titolo originale: '
- Diretto da:
- Scritto da:

### Trama
Joséphine aiuta il giovane Michael, ragazzo di periferia con il sogno del Rugby, ad entrare a far parte di una delle migliori squadre francesi di questo sport e a farsi accettare dai propri compagni.

## Episodio 48: Sorelle nemiche
- Titolo originale: '
- Diretto da:
- Scritto da:

### Trama
Sfida a colpi di balletti ed esibizioni fra due gruppi di majorette, capitanati da due sorelle rivali. Le Sirene, gruppo storico fondato dalla madre delle due, è passato nelle mani della sorella maggiore, rimasta al villaggio. Quando però la sorella minore torna a casa da Parigi, dopo tanti anni, mette in atto una vendetta senza scrupoli nei confronti della sorella. Le ruba la scena, il marito e persino la figlia che passa dal gruppo della madre a quello della zia. Ma perché tanto odio? Quale terribile segreto si nasconde nel passato di questa giovane donna disperata? Sarà Joséphine a far luce su tutta la faccenda.

## Episodio 49: Caccia al traditore
- Titolo originale: '
- Diretto da:
- Scritto da:

### Trama
Antoine Duroc viene accusato in diretta TV, dal figlio di un suo ex compagno partigiano, di aver tradito il proprio gruppo di resistenza durante la Seconda Guerra Mondiale. Lui nega tutto accusando a sua volta il padre, ormai defunto, del suo interlocutore. Per scoprire come sono andate davvero le cose a Joséphine non resta che fare un viaggio nel passato durante il quale, fra momenti di suspence e tanto coraggio, conoscerà un giovane Antoine e il suo gruppo di partigiani. Sarà davvero lui il traditore?

## Episodio 50: Il fratello brasiliano
- Titolo originale: '
- Diretto da:
- Scritto da:

### Trama
Il chirurgo estetico Vincent Delattre scopre di avere un fratello illegittimo che viene dal Brasile. Joséphine dovrà intervenire affinché l'uomo accetti il parente inaspettato, e lo aiuterà anche a affrontare i fantasmi del suo passato a causa di un padre assente.

## Episodio 51: Nemico giurato
- Titolo originale: '
- Diretto da:
- Scritto da:

### Trama
Joséphine si trova coinvolta in una faida tra contadini vicini, uno coltiva biologico mentre l'altro fa agricoltura intensiva. I due si detestano e non perdono occasione per farsi dispetti o peggio. Ma sarà solo questione di pesticidi? Joséphine sospetta che le radici di questo odio affondino in un passato più lontano e in un segreto inconfessabile. Per di più scopre che i figli dei due rivali sono innamorati e soffrono a causa dei loro padri come due Romeo e Giulietta moderni. Riuscirà la nostra Joséphine a mettere le cose a posto?

## Episodio 52: L'uomo invisibile
- Titolo originale: '
- Diretto da:
- Scritto da:

### Trama
Ian è un timido tecnico di laboratorio in una grande azienda farmaceutica, ma è dotato di una mente geniale, tanto da aver scoperto da solo una cura per l'alzheimer. Il ragazzo stima molto il suo capo, Chaffer, uomo senza scrupoli e manipolatore seriale il quale non solo lo sfrutta per farsi coprire durante le sue scappatelle ma tenta di appropriarsi della scoperta del ragazzo spacciandola per sua come aveva già fatto in passato con un'altra giovane ricercatrice. Per fortuna Joséphine non è il tipo da farsi ingannare...

## Episodio 53: La figlia segreta
* Titolo originale: '
- Diretto da:
- Scritto da:

### Trama
Joséphine deve aiutare Laura Calle, una famosa attrice. Assunta come truccatrice sul set del suo ultimo film, scopre che l'attrice nasconde a tutti l'esistenza della figlia, una ragazza ribelle che fa di tutto per far sapere a tutti di chi è figlia. 
la ragazza vorrebbe anche sapere chi è suo padre anche se sua madre si rifiuta sempre di rivelarglielo. sarà Joséphine con la sua saggezza a sistemare le cose.

## Episodio 54: Fantasmi del passato
- Titolo originale: '
- Diretto da:
- Scritto da:

### Trama
Avventura in Scozia per Joséphine alle prese con intrighi, misteri e un autentico fantasma per aiutare la giovane Rebecca a scoprire chi trama contro di lei e a far luce finalmente su un omicidio vecchio di secoli. Riuscirà la nostra Joséphine a ripristinare gli equilibri e a restituire il castello ai suoi legittimi proprietari?

## Episodio 55: Che ne sarà di Amandine
- Titolo originale: '
- Diretto da:
- Scritto da:

### Trama
Joséphine è l'angelo custode di Amandine, una neonata che trova lei stessa nascosta nella sala caldaia di un rinomato centro spa, dalla giovanissima madre single Charlotte, dipendente del centro. La ragazza è in difficolta con la bambina ma la direttrice, furiosa per l'accaduto, decide di licenziarla e di avvisare i servizi sociali. Sarà Joséphine ad aiutare la giovane Charlotte a riprendere in mano la sua vita per non perdere la figlia e soprattutto a far luce sulla paternità della bambina.

## Episodio 56: Una vita per la musica
- Titolo originale: '
- Diretto da:
- Scritto da:

### Trama
Juliette Verdon, figlia di un grande violinista, è stata scelta come solista nella grande orchestra filarmonica. La ragazza ha un talento straordinario ma i colleghi d'orchestra sono convinti che sia soltanto una raccomandata e cercano di sabotarla. Joséphine dovrà proteggerla soprattutto dall'altra violinista, che avrebbe voluto il posto di solista per sé, nonché dal direttore stesso il quale la tiene costantemente sotto pressione minando alla sua autostima. Anche in famiglia le cose non vanno meglio, con una madre che pretende da lei la perfezione, in memoria del padre, e una sorella gelosa della sua popolarità. L'unico che la capisce è il patrigno, uomo semplice, il quale vede la sua sofferenza e il peso che ha sulle spalle (la ragazza infatti garantisce a tutta la famiglia un tenore di vita molto alto). Per fortuna ad aiutarla c'è Joséphine.